# Mount Aragorn
Der Mount Aragorn ist ein 2435 m hoher Berg mit einer Schartenhöhe von 265 m im Südwesten der kanadischen Provinz British Columbia, im Squamish-Lillooet Regional District.

## Geographie
Der Mount Aragorn liegt in der Cadwallader Range, 36 km nördlich von Pemberton, 56 km westlich von Lillooet und unmittelbar nördlich des Mount Gandalf. Die Abflüsse der Niederschläge vom Berg fließen in Zuflüsse des Fraser River. Der nächsthöhere Berg ist der Cadwallader Peak (2608 m).

## Geschichte
Die Erstbesteigung wurde 1972 durch Peter Jordan, Fred Thiessen und Eric White ausgeführt. Diese Seilschaft führte auch die Erstbesteigungen der nahegelegenen Mount Gandalf und Mount Shadowfax aus. Die Namen Aragorn, Gandalf und Shadowfax (dt. „Schattenfell“) sind den fiktionalen Charakteren in den Romanen The Hobbit und The Lord of the Rings von J. R. R. Tolkien entlehnt, welche 1972 während des Aussitzens stürmischen Wetters durch die Beteiligten gelesen wurden. Der Name des Berges wurde 1978 durch Karl Ricker vom Alpine Club of Canada vorgeschlagen und am 23. Januar 1979 vom Geographical Names Board of Canada offiziell anerkannt.

## Klima
In Bezug auf die Klimaklassifikation nach Köppen und Geiger herrscht am Gipfel des Mount Aragorn ein subarktisches Klima. Die meisten Wetterfronten stammen vom Pazifik und bewegen sich ostwärts auf die Coast Mountains zu, wo sie durch die Berge zum  Aufsteigen (Windstau) gezwungen werden, was wiederum dazu führt, dass die enthaltene Feuchtigkeit in Form von Regen oder Schnee abgegeben wird. Im Ergebnis führt das zu hohen Niederschlägen in den Coast Mountains, insbesondere zu starken Schneefällen im Winter. Die Temperaturen können unter −20 °C fallen, unter Berücksichtigung von Windchill-Einfluss unter −30 °C. Die Monate Juli bis September bieten die besten Wetterbedingungen für einen Aufstieg.

## Kletterrouten
Am Mount Aragorn sind folgende Kletterrouten etabliert:
- über die Nordwand – YDS-Klasse 5.10a
- über den Ostgrat – YDS-Klasse 3
- durch die Südklamm – YDS-Klasse 3
- über den Südgrat
- über den Südpfeiler – YDS-Klasse 5.10